# Łagowa
Łagowa – potok na Pojezierzu Łagowskiem w województwie lubuskim, płynący na terenie gmin Sulęcin i Łagów. Jest lewym dopływem Pliszki o długości 15,08 km. Przepływa m.in. przez jeziora Ciecz i Łagowskie w Łagowie.